# Baal-Hammon

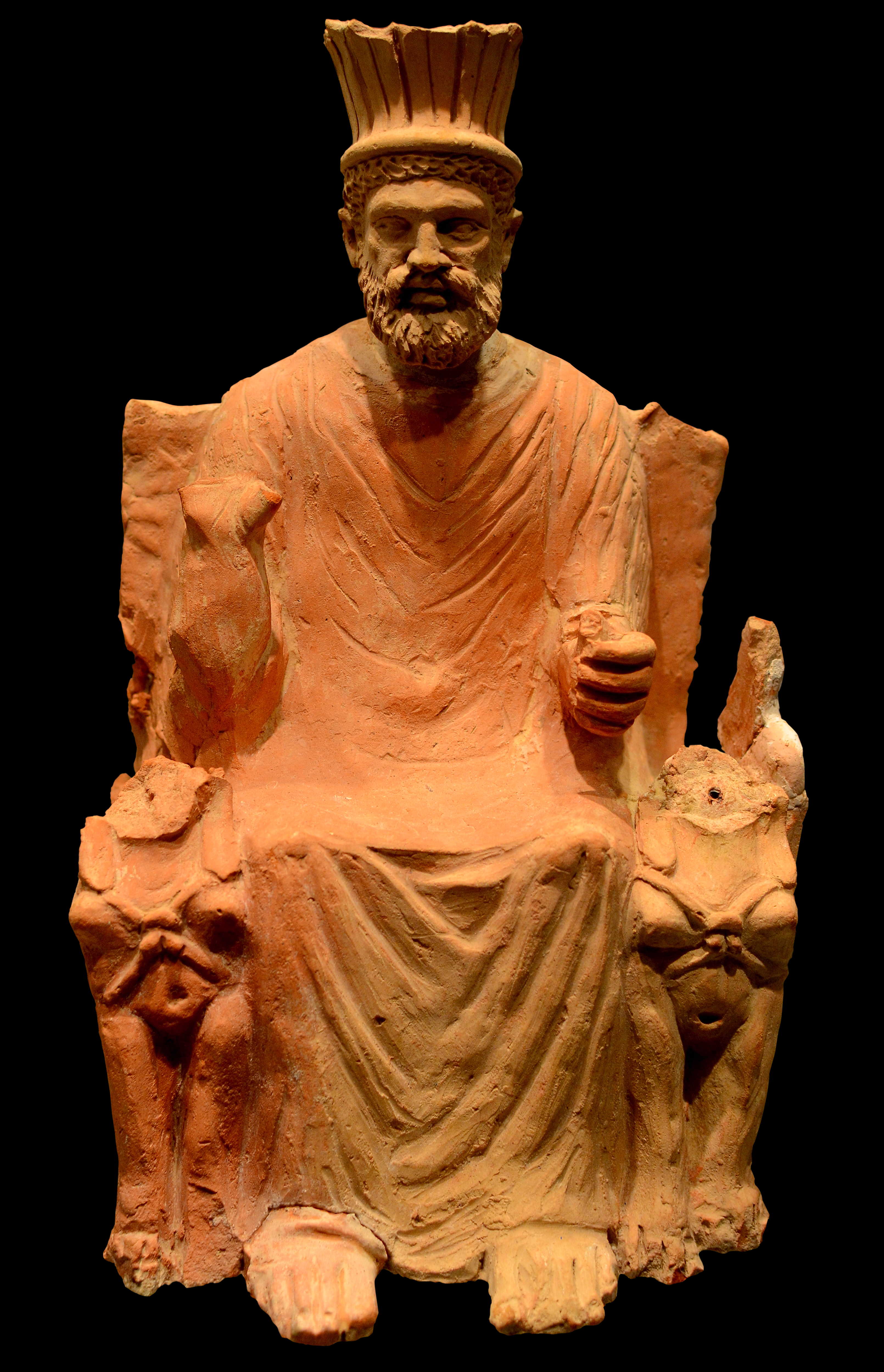
Terrakotta-Statue von Baal-Hammon auf seinem Thron, mit Krone, flankiert von zwei Sphingen, ca. 1. Jahrhundert, Standort: Nationalmuseum von Bardo

Baal-Hammon, eine Namensform von Ba’al, ist eine Gottheit der Phönizier bzw. Punier.
Er wurde erstmals in einer Inschrift aus der späthethitischen/aramäischen Stadt Samʼal (heute Zincirli) erwähnt. Der Name bedeutet „Herr der Räucheraltäre“. Er war der Hauptgott von Karthago, von wo aus sein Kult sich nach Sizilien und Malta verbreitete. In Nordafrika galt Baal-Hammon insbesondere als Fruchtbarkeitsgott. Als Beleg dafür wird angeführt, dass Baal-Hammon in römischer Zeit das Epitheton Frugifer beigelegt wurde. Auf Sizilien und in Afrika waren möglicherweise Kinderopfer Teil seines Kultes, wenn auch dies durch historische Funde mittlerweile unwahrscheinlicher erscheint. Sein Name ähnelt dem des ägyptischen Gottes Amun, deswegen nimmt man an, er sei ein Orakelgott gewesen.
Er wurde von den Griechen mit Kronos und von den Römern mit Saturnus gleichgesetzt.